# Constanze Weber
Constanze Weber (Maria Constanze Caecilia Josepha Johanna Aloisia Weber; Zell im Wiesental, 5 gennaio 1762 – Salisburgo, 6 marzo 1842) fu moglie di Wolfgang Amadeus Mozart e in seguito del diplomatico danese Georg Nikolaus Nissen. Era cugina del compositore Carl Maria von Weber.

## Biografia

### Infanzia e giovinezza
Proveniva da una famiglia di musicisti e cantanti: sua sorella Aloysia era un soprano di grande talento e interpretò diversi ruoli nelle opere di Mozart. Sua madre era Cäcilia Weber, mentre suo padre Fridolin Weber, contrabbassista e copista di musica; il fratellastro di Fridolin era inoltre il padre del compositore Carl Maria von Weber.
Wolfgang e Constanze si conobbero a Mannheim nel 1777, quando lei aveva 15 anni e lui 21. Inizialmente lui era più interessato ad Aloysia la quale, però, dopo un iniziale periodo nel quale aveva mostrato di gradire la sua corte, preferì sposare Joseph Lange, un attore e impresario teatrale di fama.

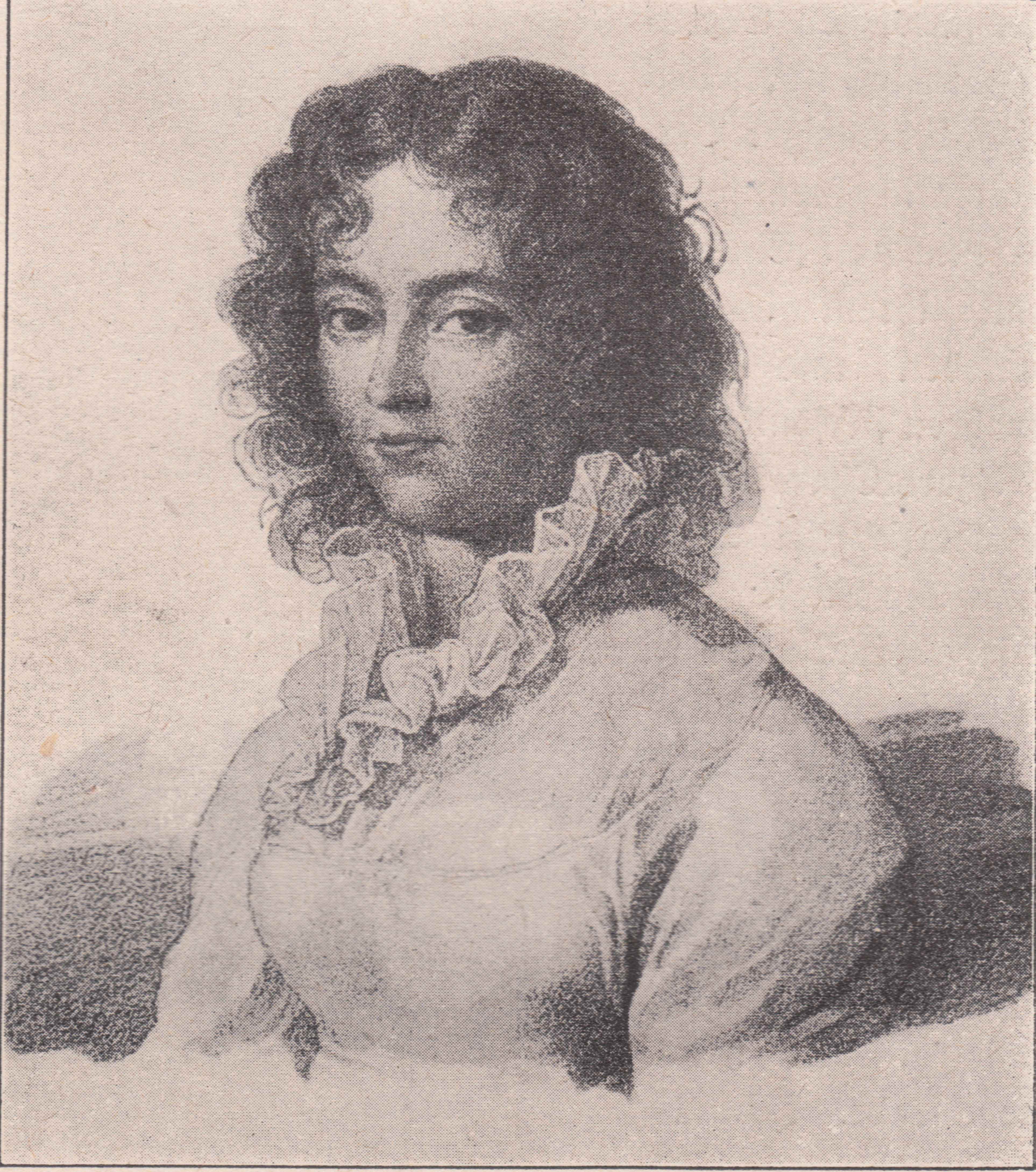
Disegno a carboncino di Constanze a 21 anni, risalente al 1783

Per Mozart fu una delusione cocente, ma non serbò rancore e dopo alcuni anni spostò le sue attenzioni su Constanze.

In una lettera al padre, Leopold Mozart, che non amava la famiglia Weber e non vedeva la futura nuora di buon occhio, Wolfgang la descrisse in questi termini:
Prima che io smetta d'infastidirla con le mie chiacchiere, devo informarla meglio su Constanze. Non è di certo una brutta ragazza, ma al tempo stesso è lontana dall'essere bella. Tutta la sua bellezza consiste in un paio di piccoli occhi neri e in un aspetto abbastanza curato. Non è molto intelligente, ma ha sufficiente buon senso per adempiere ai doveri di moglie e madre. Dire che tende ad essere stravagante è una bugia bella e buona. Al contrario, è abituata ad essere vestita con modestia: quel poco che sua madre ha potuto fare per le sue figlie, l'ha fatto per le altre due e mai per lei. La maggior parte di ciò che serve a una donna, lei è capace di farlo con le sue mani, ed è lei stessa che si acconcia i capelli ogni giorno. Inoltre, ha una certa pratica di economia domestica e ha il cuore più gentile del mondo. Io amo lei e lei ama me con tutto il cuore. Mi dica lei se potrei augurarmi una moglie migliore!

### Matrimonio con Mozart
Wolfgang e Constanze si sposarono il 4 agosto 1782, e in nove anni di matrimonio ebbero sei figli, ma soltanto due di loro sopravvissero arrivando all'età adulta: Carl Thomas Mozart e Franz Xaver Wolfgang Mozart. A causa delle frequenti gravidanze, Constanze attraversò lunghi periodi di spossatezza e malattia.
I sei figli di Constanze furono:

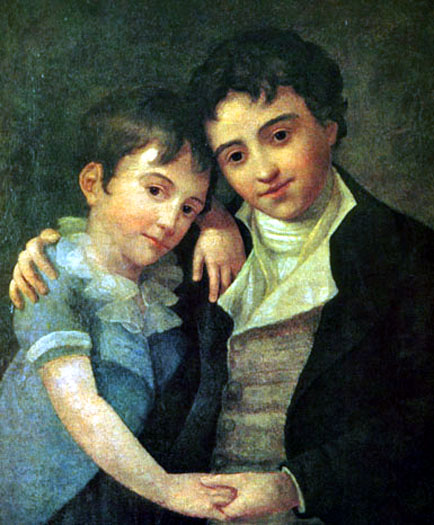
I due figli di Mozart sopravvissuti all'infanzia: Carl (il più grande) e Franz Xaver

- Raimund Leopold Mozart (17 giugno 1783 - 19 agosto 1783)
- Carl Thomas Mozart (21 settembre 1784 - 31 ottobre 1858)
- Johann Thomas Leopold Mozart (18 ottobre 1786 – 15 novembre 1786)
- Theresia Constanze Adelheid Friedericke Maria Anna Mozart (27 dicembre 1787 – 29 giugno 1788)
- Anna Maria Mozart (16 novembre 1789 - novembre 1789)
- Franz Xaver Wolfgang Mozart (26 luglio 1791 - 29 luglio 1844)

Dopo la morte di Wolfgang nel 1791, Constanze riuscì a sfruttare il nome del defunto marito con una certa abilità, garantendosi così un futuro tranquillo: ottenne sovvenzioni da Praga e dagli amici di Mozart, che diedero concerti il cui ricavato le fu donato. Giunse a vendere gli spartiti autografi di Mozart, inclusi quelli del Requiem, così come era stato completato da Franz Süssmayr. Fu lei, peraltro, a diffondere la diceria dell'avvelenamento di Mozart.

### Il secondo matrimonio
Nel 1809 Constanze si risposò con Georg Nikolaus Nissen, un diplomatico danese, il cui matrimonio venne così descritto:  

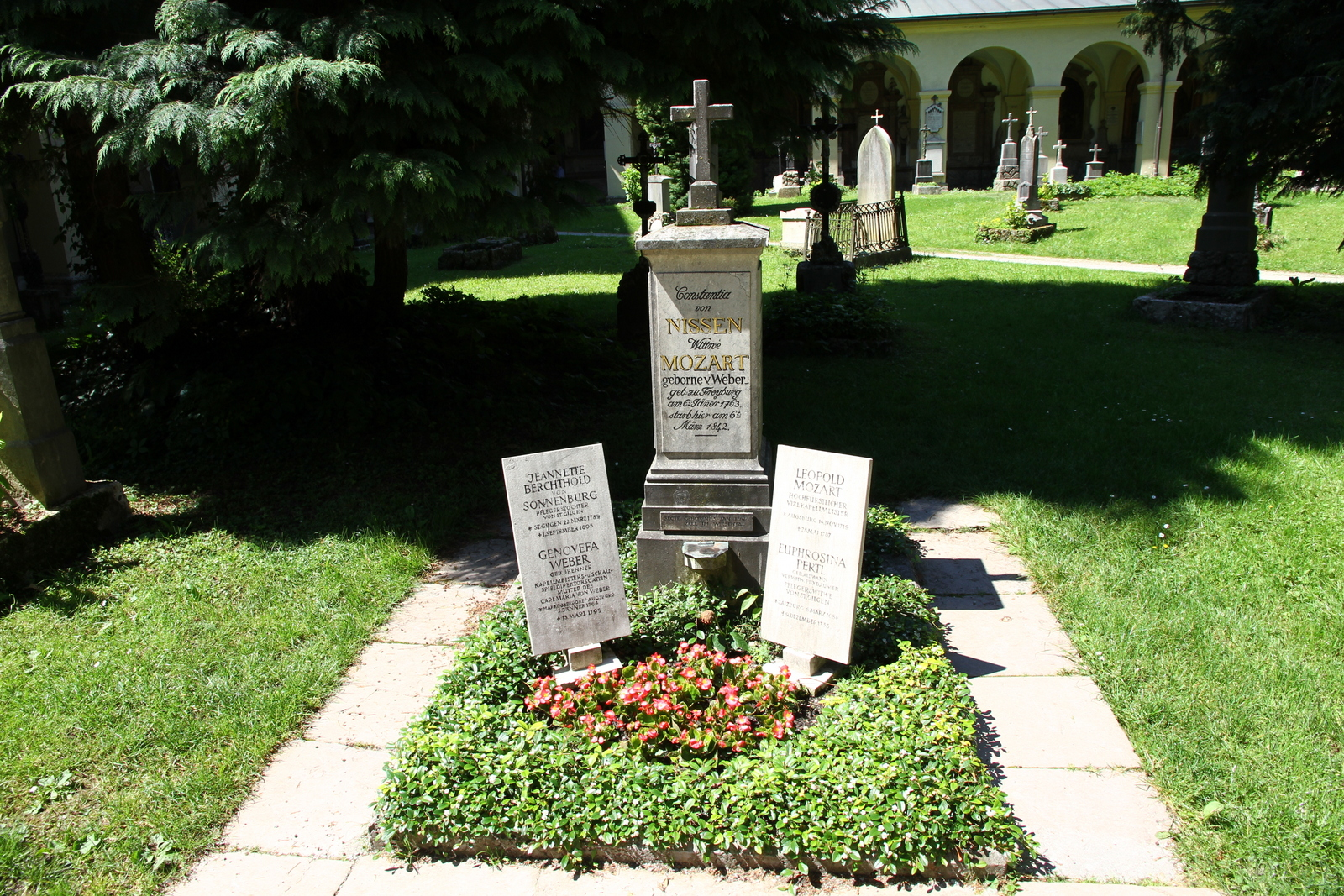
La tomba di Constanze Weber, Genovefa Weber e Leopold Mozart

Georg e Costanze, rimasta vedova con due figli bambini, si conoscono nel 1797, sei anni dopo la morte di Mozart. Si sposano nel 1809 a Bratislava: lei è cattolica, lui luterano, nella bigotta Vienna non potevano essere celebrati matrimoni misti". 
Dopo alcuni anni di spostamenti in diversi paesi europei, i coniugi si trasferirono a Salisburgo nel 1824. Lì viveva anche Maria Anna Mozart, la sorella maggiore del Maestro, ma i suoi rapporti con Constanze non erano mai stati buoni e le due donne non si frequentarono mai. Nissen, che oltre ad essere diplomatico era anche scrittore, lavorò insieme a Constanze ad una biografia di Mozart, che Costanze fece poi pubblicare nel 1828, due anni dopo la morte del secondo marito:  
Sospinto da Costanze, Nissen consulta fonti, contatta musicisti che hanno conosciuto Mozart, può contare su un dono inatteso: 400 lettere familiari che Nannerl, sorella di Wolfgang, ormai anziana e cieca, gli fa recapitare e che nessuno prima di lui aveva consultato. È la spinta decisiva per proseguire l’impresa, che non vedrà completata. Nissen muore nel 1826, Costanze si affida allora a Johann Heinrich Feuerstein, un amico medico e collezionista mozartiano. Il volume esce in edizione di lusso a Lipsia nel 1829. Costanze, che ha sostenuto le ingenti spese della pubblicazione, è felice: «Siano lode e grazie a Dio perché sono arrivata a tanto». La memoria del geniale primo marito è preservata grazie al devoto secondo. 

### Morte
Constanze morì nel 1842 ad ottant'anni esatti. Fu sepolta nell'abbazia di San Pietro, a Salisburgo.

## Presunta fotografia

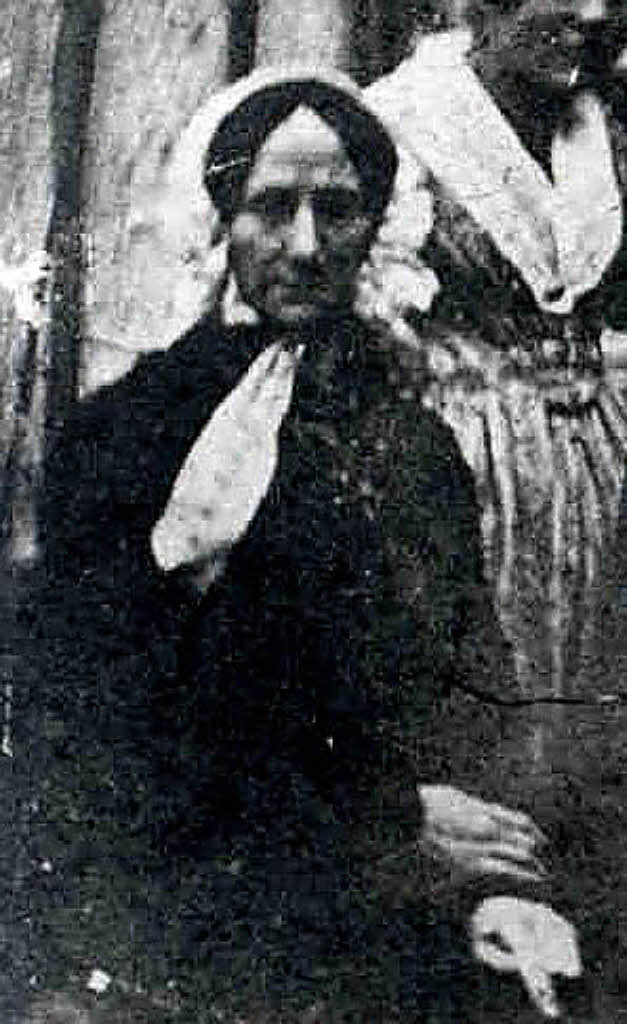
La presunta Costanze Weber (1840)

Nel luglio 2006 lo Spiegel riportò la notizia del ritrovamento nell'archivio di Stato di Altötting di un dagherrotipo ritraente l'anziana Constanze nel 1840. L'immagine, scattata in occasione del settantesimo compleanno del compositore e organista Max Keller, recava sul retro l'annotazione del nome di Constanze Mozart, e mostrerebbe una donna dalla mano destra deformata dall'artrite (di cui Constanze effettivamente soffrì). Il Landeskriminalamt (ufficio di polizia criminale) della Baviera valutò che la persona ritratta possedeva lineamenti compatibili con i ritratti della vedova Mozart, e da alcuni fu anche rimarcata una somiglianza con il cugino di lei, Carl Maria von Weber.
L'identificazione è però contestata da chi sostiene che Constanze non visitò Keller dopo il 1826, anche perché proprio la gravità della malattia le avrebbe impedito il viaggio, soprattutto due anni prima della morte. Altri sostengono che il documento sia già stato pubblicato due volte negli anni 1950, e che nel 1840 la giovanissima dagherrotipia non permettesse ancora di scattare foto di gruppo all'aperto, che furono rese possibili soltanto dalle lenti Petzval.

## Nella cultura di massa

### Cinema
- Nel pluripremiato film Amadeus (1984) il ruolo di Constanze è interpretato da Elizabeth Berridge.

### Letteratura
Sul rapporto Mozart-Constanze sono incentrati:
- il primo racconto (La porta bianca) de La ragazza col turbante (1986) di Marta Morazzoni;
- il romanzo I bei momenti (1997) di Enzo Siciliano.[6][7]